# Angelo Pagotto
Angelo Pagotto (* 21. November 1973 in Verbania) ist ein ehemaliger italienischer Fußballspieler. Der Torwart spielte zuletzt beim FC Crotone. Er war italienischer Juniorennationalspieler und absolvierte 46 Spiele in der Serie A.

## Karriere
Pagotto begann seine Karriere bei der SSC Neapel, wo er aber nicht zum Einsatz kam. 1994/95 spielte er bei der AC Pistoiese und wechselte dann zu Sampdoria Genua in die Serie A. 1996 gehörte er der italienischen Juniorennationalmannschaft an, die in Spanien den Europameistertitel gewann. Das Turnier war gleichzeitig die Qualifikation für die Olympischen Sommerspiele 1996 in Atlanta. Dort kam Pagotto aber nicht zum Einsatz.
Im Sommer wechselte Pagotto zur AC Mailand, wo er aber nur achtmal zum Einsatz kam und nach einer Saison zum FC Empoli ausgeliehen wurde, bis er im November 1997 zur AC Perugia ging. Ab 2001 stand er für zwei Jahre bei der US Triestina unter Vertrag. Weitere Stationen waren die AC Arezzo, der FC Turin, die US Grosseto und schließlich ab 2007 der FC Crotone.
1999 war ein Dopingtest von Pagotto positiv auf Kokain und er wurde für zwei Jahre gesperrt. 2007 fiel er erneut mit einer positiven Kokainprobe auf und wurde für acht Jahre gesperrt.

## Erfolge
- U-21-Europameister: 1996